# كوكي ساتو
كوكي ساتو (باليابانية: 佐藤皓生) هو لاعب كرة قدم ياباني في مركز الهجوم، ولد في 3 سبتمبر 1996 في مدينة سايتاما في اليابان. لعب مع نادي ألبيريكس نيغاتا.

## وصلات خارجية
- كوكي ساتو على موقع قاعدة بيانات كرة القدم.إي يو (الإنجليزية)
- كوكي ساتو على موقع Soccerway.com (الإنجليزية)